# خالد مذگوتی
خالد مذگوتی (انگلیسی: Khaled Mazgouti؛ زادهٔ ۲۷ نوامبر ۱۹۹۴) بازیکن فوتبال است.